# Daylight Saga
Pour plus de détails, voir Fiche technique et Distribution.
Daylight Saga est un film fantastique américain réalisé par Brad Ellis, sorti en 2010.

## Synopsis
Elizabeth et Johny se rencontrent dans un bar, très vite une idylle se crée entre les deux jeune gens. Un jour que Johny est en voiture avec un ami, il a un accident, transporté à l'hôpital les médecins apprennent à ses proches qu'il ne lui reste plus que quelques heures à vivre. Seth, un mystérieux personnage qui veille sur le destin d'Elisabeth, s'introduit dans la chambre d'hôpital de Johny, le vampirise et l'emmène chez lui. Johny apprend à devenir vampire, tandis que Seth révèle à Elizabeth qu'il est son père. Johny n'admet pas qu'il soit obligé de tuer pour continuer à survivre, et quand Elizabeth lui propose de la vampiriser à son tour afin qu'ils puissent s'aimer pour l'éternité, il préfère la repousser et se détruire en compagnie de Seth.

## Fiche technique
- Titre : Daylight Saga
- Autre titre : Daylight Fades
- Réalisation : Brad Ellis
- Scénario : Allen Gardner
- Photographie : John Paul Clark
- Musique : Sean Faust, Kenton Smith
- Genre : Fantastique, thriller
- Date de sortie :
  - États-Unis : 29 octobre 2010

## Distribution
- Matthew Stiller : Johnny
- Rachel Miles : Elizabeth
- Allen C. Gardner : Seth
- Rachel Kimsey-: Raven
- Clare Grant : Shauna
- Billy Worley : Rick